# تیلاندزیا استوایی
تیلاندزیا استوایی (نام علمی: Tillandsia aequatorialis) نام یک گونه از تیره آناناسیان است.